# Kuniko Miyake
Kuniko Miyake (三宅 邦子 Miyake Kuniko?, Iwatsuki, 17 de septiembre de 1916 – ¿Tokio?, 4 de noviembre de 1992) fue una actriz japonesa. Entre 1934 y 1990 apareció en cerca de doscientas películas.

## Biografía
Miyake nació en 1917 con el nombre de Yasu Miura en la ciudad de Iwatsku, prefectura de Saitama. Después de graduarse en la escuela secundaria femenina Kuki de la prefectura de Saitama, se unió a los estudios de cine Shochiku en 1934 e hizo su debut cinematográfico ese mismo año con la película Yume no sasayaki. En 1942 abandonó la actuación para casarse, pero regresó después de la Segunda Guerra Mundial, en 1948. A partir de entonces apareció en producciones de Toho, Daiei y otros estudios cinematográficos. Miyake protagonizó muchas películas dirigidas por Yasujirō Ozu, incluidas Primavera tardía y Cuentos de Tokio. Después de la muerte de Ozu, apareció en varios programas de televisión como Sign wa V y Takekurabe.
Murió de insuficiencia cardíaca aguda el 4 de noviembre de 1992 a los 76 años de edad.
El restaurante de su familia, «Funamata», todavía está abierto en el distrito de Iwatsuki, ciudad de Saitama.

## Filmografía parcial

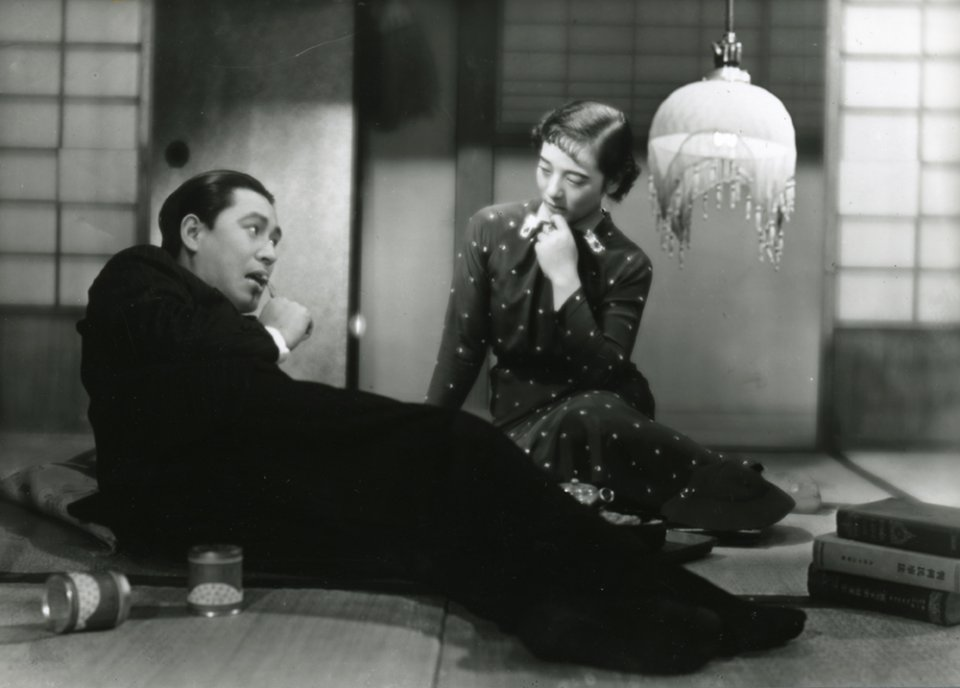
Shin Saburi y Kuniko Miyake en Los tres pretendientes (1937).

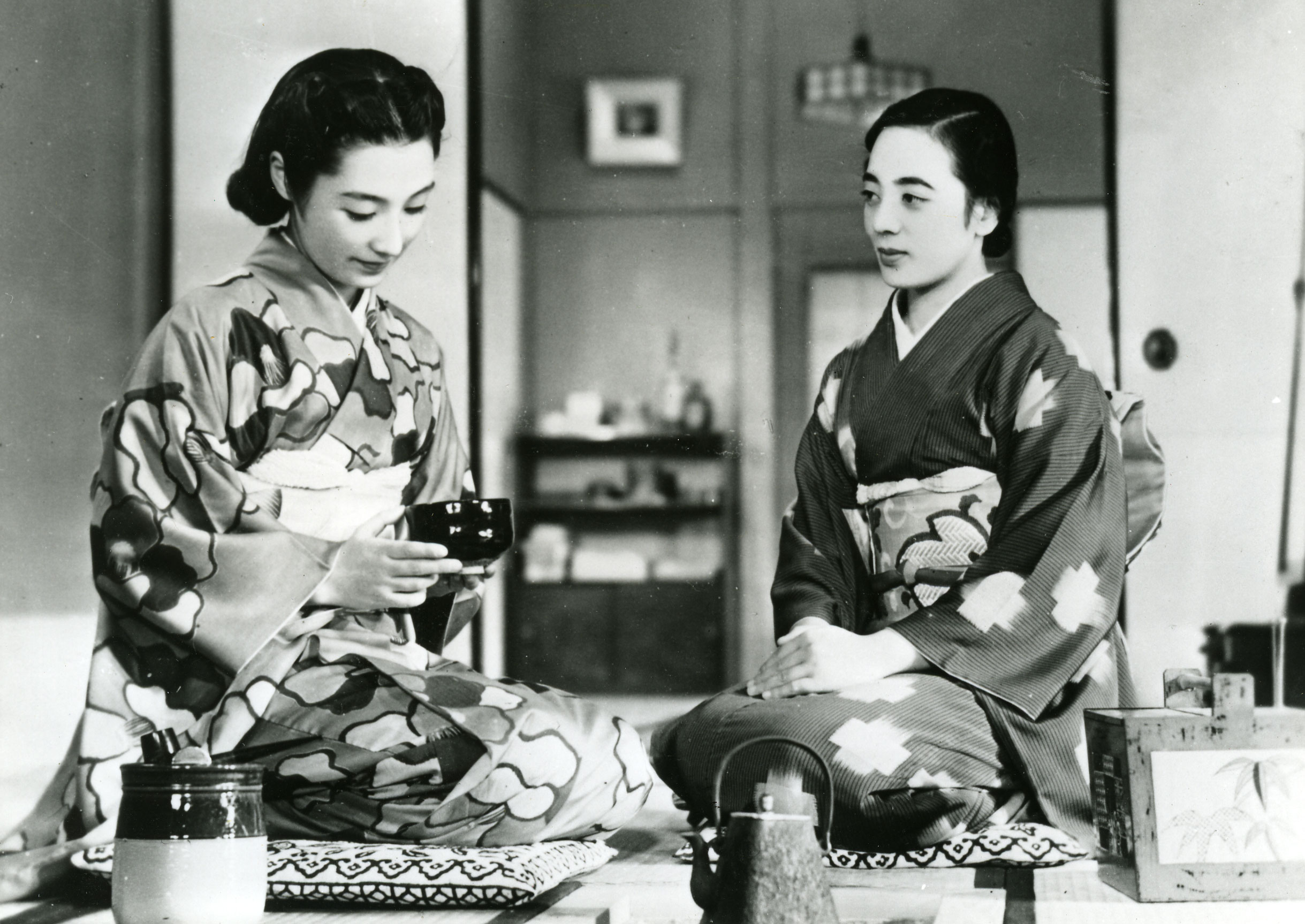
Mieko Takamine y Kuniko Miyake en Los hermanos Toda (1941).

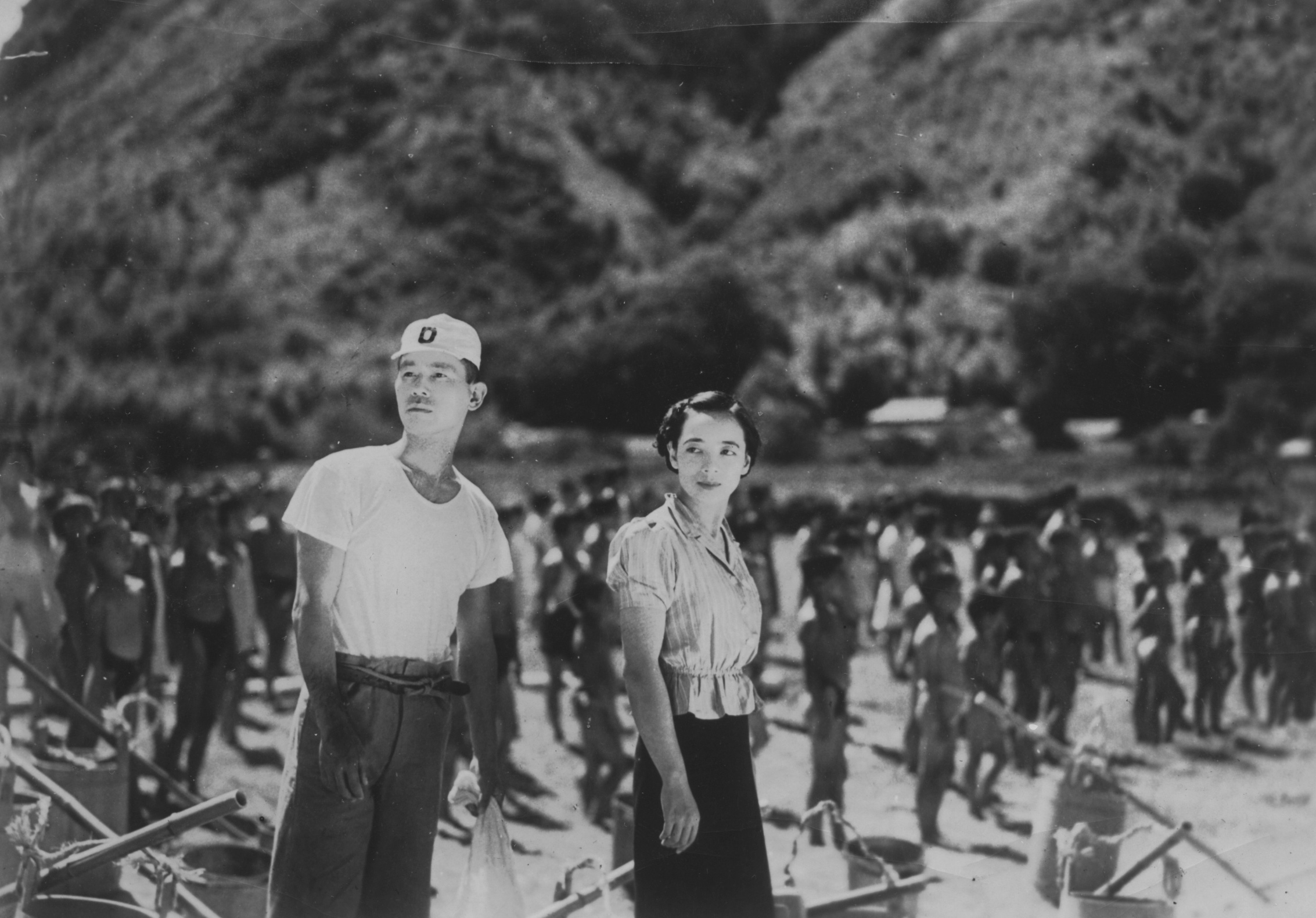
Chishū Ryū y Kuniko Miyake en La torre de la introspección (1941).

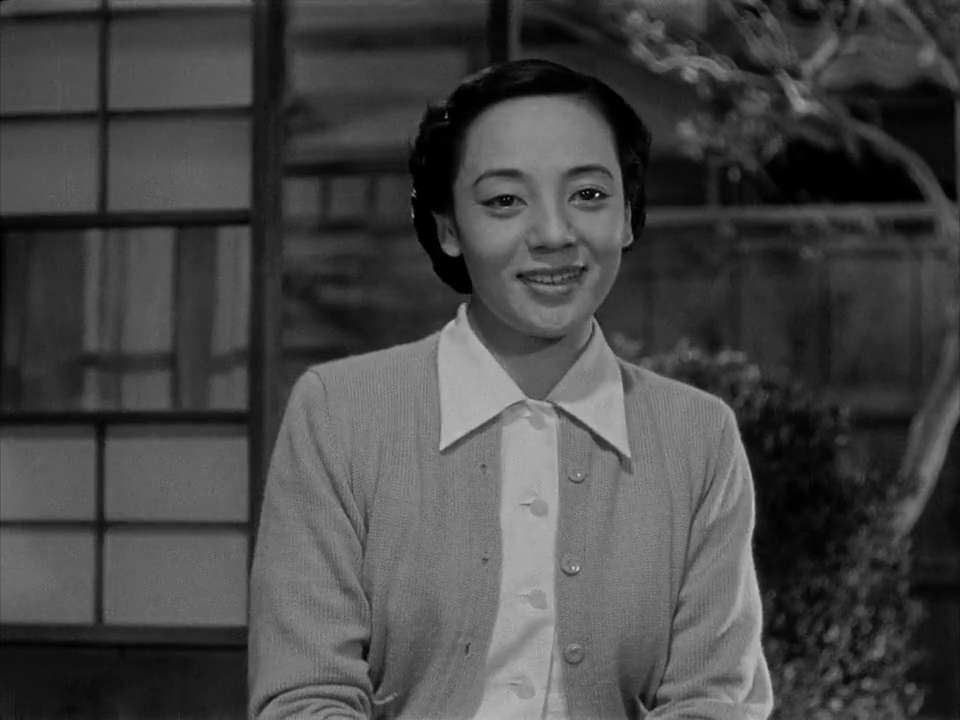
Kuniko Miyake en El comienzo del verano (1951).

| Año  | Título en japonés                 | Título en español                                 | Papel                | Director          |
| ---- | --------------------------------- | ------------------------------------------------- | -------------------- | ----------------- |
| 1935 | Jinsei no onimotsu                | La carga de la vida                               | Camarera             | Heinosuke Gosho   |
| 1935 | Gubijinsō                         | Las amapolas                                      | Fujio Kōno           | Kenji Mizoguchi   |
| 1937 | Konyaku sanbagarasu               | Los tres pretendientes                            | Junko                | Yasujirō Shimazu  |
| 1939 | Okayo no kakugo                   | La preparación de Okayo                           | Osumi                | Yasujirō Shimazu  |
| 1939 | Ani to sono imoto                 | Un hermano y su hermana pequeña                   | Akiko Mamiya         | Yasujirō Shimazu  |
| 1941 | oda-ke no kyōdai                  | Los hermanos Toda                                 | Kazuko               | Yasujirō Ozu      |
| 1941 | Mikaeri no tō                     | La torre de la introspección                      | Señora Kusama        | Hiroshi Shimizu   |
| 1948 | Shōzō                             | El retrato                                        | Kumiko               | Keisuke Kinoshita |
| 1949 | Waga koi wa moenu                 | Amor en Llamas                                    | Toshiko Kishida      | Kenji Mizoguchi   |
| 1949 | Banshun                           | Primavera tardía                                  | Akiko miwa           | Yasujirō Ozu      |
| 1950 | Arupusu monogatari Yasei          |                                                   |                      | Tsutomu Sawamura  |
| 1950 | Bara kassen                       | Batalla de rosas                                  | Masago Satomi        | Mikio Naruse      |
| 1951 | Bakushū                           | El comienzo del verano                            | Fumiko               | Yasujirō Ozu      |
| 1951 | Chichi Koishi                     |                                                   | Sanae Shimura        | Shunkai Mizuho    |
| 1951 | Karumen kokyō ni kaeru            | Carmen vuelve a casa                              | Mitsuko Taguchi      | Keisuke Kinoshita |
| 1952 | Hibari no Sākasu Kanashiki Kobato |                                                   |                      | Mizuho Shunkai    |
| 1952 | Ochazuke no Aji                   | El sabor del té verde con arroz                   | Chizu Yamauchi       | Yasujirō Ozu      |
| 1953 | Tōkyō monogatari                  | Cuentos de Tokio                                  | Fumiko Hirayama      | Yasujirō Ozu      |
| 1953 | Gan                               | Los gansos salvajes                               | Osada                | Shirō Toyoda      |
| 1955 | Hotaru no Hikari                  |                                                   | Tamako Ohashi        | Kazuo Mori        |
| 1956 | Sōshun                            | Primavera precoz                                  | Yukiko Kawai         | Yasujirō Ozu      |
| 1956 | Taiyo to bara                     | La rosa en su brazo                               | La madre de Masahiro | Keisuke Kinoshita |
| 1957 | Suzakumon                         | El amor de una princesa                           | Tsuneko              | Kazuo Mori        |
| 1957 | Aozora musume                     | La muchacha bajo el cielo azul                    | Machiko Mimura       | Yasuzo Masumura   |
| 1959 | Ohayō                             | Buenos días                                       | Tamiko Hayashi       | Yasujirō Ozu      |
| 1960 | Akibiyori                         | Otoño tardío                                      | Nobuko               | Yasujirō Ozu      |
| 1962 | Sanma no aji                      | El gusto del sake                                 | Nobuko Kawai         | Yasujirō Ozu      |
| 1962 | Ogin-sama                         | Amor bajo el crucifijo                            |                      | Kinuyo Tanaka     |
| 1968 | Hebimusume to Hakuhatsuma         | La chica serpiente y la bruja de cabello plateado | Hermana Yamakawa     | Noriaki Yuasa     |
| 1986 | Yari no gonza                     | Gonza el lancero                                  | La esposa de Iwaki   | Masahiro Shinoda  |
| 1991 | Bis ans Ende der Welt             | Hasta el fin del mundo                            |                      | Wim Wenders       |